# Hyperolius reesi
Hyperolius reesi là một loài ếch thuộc họ Hyperoliidae.
Đây là loài đặc hữu của Tanzania.
Môi trường sống tự nhiên của chúng là rừng ẩm vùng đất thấp nhiệt đới hoặc cận nhiệt đới, đầm nước nhiệt đới hoặc cận nhiệt đới, xavan ẩm, vùng cây bụi ẩm khu vực nhiệt đới hoặc cận nhiệt đới, đồng cỏ nhiệt đới hoặc cận nhiệt đới vùng ngập nước hoặc lụt theo mùa, sông ngòi, vùng đất ẩm với cây bụi là chủ yếu, đầm lầy, hồ nước ngọt, hồ nước ngọt có nước theo mùa, đầm nước ngọt, đầm nước ngọt có nước theo mùa, đất canh tác, vùng đồng cỏ, các đồn điền, vườn nông thôn, các vùng đô thị, rừng trước đây suy thoái nghiêm trọng, khu vực trữ nước, ao, đất nông nghiệp có lụt theo mùa, và kênh đào và mương rãnh.